# Gianni Bonichon
Gianni Bonichon (Nus, 13 de outubro de 1944 - Aosta, 3 de janeiro de 2010) foi um atleta de bobsled italiano que competiu nos anos 1960 e início dos anos 1970. Ele ganhou a medalha de prata no evento de quatro homens nos Jogos Olímpicos de Inverno de 1972, em Sapporo.